# ARM Cortex-A
ARM Cortex-A는 ARM 홀딩스가 라이선스를 부여한 32비트 및 64비트 RISC ARM 프로세서 코어 그룹이다. 이 코어들은 애플리케이션 사용을 목적으로 한다. 이 그룹은 32비트 전용 코어인 ARM Cortex-A5, ARM Cortex-A7, ARM Cortex-A8, ARM Cortex-A9, ARM Cortex-A12, ARM Cortex-A15, ARM Cortex-A17 MPCore, 그리고 ARM Cortex-A32, 32/64비트 혼합 작동 코어인 ARM Cortex-A35, ARM Cortex-A53, ARM Cortex-A55, ARM Cortex-A57, ARM Cortex-A72, ARM Cortex-A73, ARM Cortex-A75, ARM Cortex-A76, ARM Cortex-A77, ARM Cortex-A78, ARM Cortex-A710, 그리고 ARM Cortex-A510 Refresh, 그리고 64비트 전용 코어인 ARM Cortex-A34, ARM Cortex-A65, ARM Cortex-A510 (2021), ARM Cortex-A715, ARM Cortex-A520, 그리고 ARM Cortex-A720으로 구성된다.
Cortex-A32를 제외한 32비트 ARM Cortex-A 코어는 ARMv7 아키텍처의 ARMv7-A 프로필을 구현한다. ARMv7-A 프로필의 주요 차별점은 ARM Cortex-R 코어에 의해 구현된 ARMv7-R 프로필과 대부분의 ARM Cortex-M 코어에 의해 구현된 ARMv7-M 프로필과 비교했을 때, ARMv7-A 프로필만이 메모리 관리 장치(MMU)를 포함한다는 점이다. 많은 최신 운영 체제는 실행을 위해 MMU를 필요로 한다.
64비트 ARM Cortex-A 코어와 32비트 ARM Cortex-A32는 ARMv8 아키텍처의 ARMv8-A 프로필을 구현한다.

## 개요
| 32비트 | 32비트     |
| 연도   | 코어       |
| ------ | ---------- |
| 2005   | Cortex-A8  |
| 2007   | Cortex-A9  |
| 2009   | Cortex-A5  |
| 2010   | Cortex-A15 |
| 2011   | Cortex-A7  |
| 2013   | Cortex-A12 |
| 2014   | Cortex-A17 |
| 2016   | Cortex-A32 |

| 32/64비트 | 32/64비트               |
| 연도      | 코어                    |
| --------- | ----------------------- |
| 2012      | Cortex-A53              |
| 2012      | Cortex-A57              |
| 2015      | Cortex-A35              |
| 2015      | Cortex-A72              |
| 2016      | Cortex-A73              |
| 2017      | Cortex-A55              |
| 2017      | Cortex-A75              |
| 2018      | Cortex-A76              |
| 2019      | Cortex-A77              |
| 2020      | Cortex-A78 Cortex-A78AE |
| 2021      | Cortex-A710             |
| 2022      | Cortex-A510 (Refresh)   |

| 64비트 | 64비트                                  |
| 연도   | 코어                                    |
| ------ | --------------------------------------- |
| 2016   | Cortex-A34                              |
| 2018   | Cortex-A65                              |
| 2021   | Cortex-A510                             |
| 2022   | Cortex-A715                             |
| 2023   | Cortex-A520                             |
| 2023   | Cortex-A720                             |
| 2024   | Cortex-A520AE Cortex-A720AE Cortex-A725 |
| 2025   | Cortex-A320 Cortex-A530 Cortex-A730     |

### ARM 라이선스
ARM 홀딩스는 자체 설계 기반의 CPU 장치를 제조하거나 판매하지 않고, 대신 관심 있는 업체에 프로세서 아키텍처 라이선스를 제공한다. ARM은 비용 및 제공물에 따라 다양한 라이선스 조건을 제시한다. 모든 라이선스 사용자에게 ARM은 ARM 코어의 통합 가능한 하드웨어 설명뿐만 아니라 완전한 소프트웨어 개발 도구 세트, 그리고 ARM CPU를 포함하는 제조된 규소를 판매할 권리를 제공한다.

### 실리콘 맞춤화
통합 장치 제조업체(IDM)는 ARM 프로세서 IP를 합성 가능한 RTL (베릴로그로 작성됨)로 받는다. 이 형태로, 그들은 아키텍처 수준의 최적화 및 확장을 수행할 수 있다. 이를 통해 제조업체는 더 높은 클럭 속도, 매우 낮은 전력 소비, 명령어 집합 확장, 크기 최적화, 디버그 지원 등과 같은 맞춤형 설계 목표를 달성할 수 있다. ARM IC 칩에 어떤 구성 요소가 포함되었는지 확인하려면 제조업체의 데이터시트 및 관련 문서를 참조해야 한다.

### 명령어 집합
Cortex-A5 / A7 / A8 / A9 / A12 / A15 / A17 코어는 ARMv7-A 아키텍처를 구현한다. Cortex-A32 / A34 / A35 / A53 / A57 / A72 / A73 코어는 ARMv8-A 아키텍처를 구현한다. ARMv8-A 아키텍처는 동기화 프리미티브로서 배타적 로드 및 스토어 명령어를 제공한다. Cortex-A55 / A65 / A75 / A76 / A77 / A78 코어는 ARMv8.2-A 아키텍처를 구현한다. Cortex-A510, A710 및 A715 코어는 ARMv9-A 아키텍처를 구현한다. Cortex-A520 및 A720 코어는 ARMv9.2-A 아키텍처를 구현한다.

## 문서화
일반적인 하향식 문서화 트리는 다음과 같다:
1. IC 제조업체의 상위 레벨 마케팅 슬라이드
2. 정확한 물리적 칩에 대한 IC 제조업체 데이터시트
3. IC 제조업체 참조 매뉴얼 — 동일 시리즈 내 물리적 칩의 일반적인 주변 장치 및 기타 측면 설명
4. ARM 코어 참조 매뉴얼 — 칩 내의 정확한 ARM 코어 프로세서용
5. ARM 아키텍처 참조 매뉴얼 — 코어의 모든 명령어 집합에 대한 상세 설명 포함[2]

IC 제조업체는 일반적으로 평가 보드 사용자 매뉴얼, 애플리케이션 노트, 개발 소프트웨어 시작하기, 소프트웨어 라이브러리 문서, 오류 정정표 등을 포함한 추가 문서를 보유한다.

## 같이 보기
- ARM 아키텍처
- ARMv7-A 코어 비교
- ARMv8-A 코어 비교
- JTAG, SWD
- ARM 마이크로아키텍처 목록